# 東京アニメーター学院専門学校
東京アニメーター学院専門学校（とうきょうアニメーターがくいんせんもんがっこう）は、東京都千代田区西神田にあるマルチメディア系の専修学校。アニメーター・イラストレーター・漫画家・声優などを養成する。
設立当初は無認可校の「東京アニメーター学院」だったが、2017年に学校法人大原学園が事業を譲受し、正式に専修学校化。現校名となり大原グループの一員になった。各種広告では、大原グループのキャッチコピーである「本気になったら」が使われている。
かつては大阪にも系列校の「大阪アニメーター学院」があったが、2016年3月をもって閉校した。

## 概要
- 所在地：東京都千代田区西神田1-3-1
- アクセス：JR水道橋駅東口
- 履修期間：2年、卒業後も希望により研究科で履修可能
- 学院長：鈴木英正

元少年画報社編集長。かつて担当した漫画家に、手塚治虫、赤塚不二夫、水木しげる、ジョージ秋山、藤子不二雄、北見けんいち、石ノ森章太郎、石井いさみ、松本零士、望月三起也、あだち充、ちばてつや、望月あきら、楳図かずお、古賀新一、白土三平、小島剛夕、横山光輝など有名漫画家がおり、現在でも深い親交がある。

## 沿革
- 1983年 - 東京アニメーター学院を設立。
- 2017年 - 大原学園の傘下となり「東京アニメーター学院専門学校」となる。

## 特色
多くの声優・漫画家・アニメーター・イラストレーターを輩出している。講師に野沢雅子をはじめとしたベテラン講師が多く在籍。在学中にさまざまな分野の講座が無料で受けられたり、入学した学科以外にもう1つの学科を無料で受けることができる制度がある。在学中に、声優、漫画、イラストなどの仕事をする生徒が多い。
また、実際に作られる作品に製作出資（製作委員会に参加）しており、参加作品の制作現場を学生の実践教育に活用している。

## 進路・就職情報
アニメーション関連以外の企業からの求人も多く、生徒は家庭用ゲーム機関連、映像関連、出版、デザイン、印刷、玩具メーカー関連企業などにも就職している。また、漫画・イラスト系の学科では、漫画家・イラストレーターとして自立する人、人気漫画家のアシスタント、出版社編集部、印刷会社などに就職する人もいる。
1986年度に寄せられた求人はアニメーターが75%、彩色が15%、演出助手・撮影・編集が5%、背景画・進行係が5%で求人数が就職希望者数を上回っていた。

## 設置学科
1. 第1学科群　修業年限2年（月 - 金） 
  - 声優タレント本科
  - 漫画家プロ養成本科
  - アニメーション本科
  - イラストレーション本科
  - デジタル彩色本科
2. 第2学科群　修業年限1年（月 - 金） 
  - 漫画家プロ養成専科
  - アニメーション専科
  - アニメーション美術専科
  - CGデザイン専科
  - 漫画原作シナリオ専科
  - ナレーション演技専科
3. 第3学科群　修業年限1年（土曜） 
  - 声優タレント専攻科
  - 漫画家プロ養成専攻科
  - アニメーション専攻科
  - イラストレーション専攻科
  - キャラクター専攻科
4. 第4学科群　修業年限1年（火・土）『夜間コース』 
  - 声優タレント科夜間
  - 漫画家プロ養成科夜間
  - アニメーション科夜間
  - イラストレーション科夜間

## 著名な卒業生

### 声優タレント
- 伊藤りかこ（Honey Rush）
- 小山さくら（Honey Rush）
- 對馬芳哲（Honey Rush）
- 中嶋あき
- 中嶋ヒロ
- 古賀慶太（俳協）
- 久保田竜一（俳協）
- 狩野翔（俳協）
- 河村梨恵（俳協）
- 田中進太郎（俳協）
- もものはるな（俳協）
- 八戸優（大沢事務所）
- おおしたこうた（Honey Rush）
- 後藤ヒロキ（アクロス エンタテインメント）
- 村田太志（アクロス エンタテインメント）
- 髙橋孝治（賢プロダクション）
- 河野ひより（FIRST WIND production）
- 衣川里佳（FIRST WIND production）
- 山谷祥生（FIRST WIND production）
- 都丸ちよ（EARLY WING）
- 長野佑紀（EARLY WING）
- 薮内満里奈（EARLY WING）
- 蟹江裕介（WITH LINE）
- 鵜殿麻由（カレイドスコープ）
- 岬優花（カレイドスコープ）
- 八重畑由希音（JTBエンタテインメント）
- 前島恭兵（フリー）

### 漫画家
- 大久保篤（月刊少年マガジン：炎炎ノ消防隊）
- 綾峰欄人（週刊少年マガジン：Get Backers）
- 八神ひろき（月刊少年マガジン：DEAR BOYS）
- ヒロユキ（まんがタイムきらら：ドージンワーク）
- 哲弘（週刊少年チャンピオン：ムラマサ）
- 葛西りいち（小学館：あしめし）
- とくたけきょうこ（コミックブンブン：百獣学園ナゲットさん）
- 宗田豪（週刊少年マガジン：天才料理少年 味の助）
- 岡田康則（コロコロコミック：ドラえもん）
- 白石ユキ（少女コミック：となりの恋がたき）
- 中嶋ちずな（ドラゴンエイジ：いいなり！あいぶれーしょん）
- ながいけん（週刊少年サンデー：神聖モテモテ王国）
- 五條さやか（コミックブレイド：ひのまる★こぶちゃ）
- 見田竜介（コミックドラゴン：黒髪のキャプチュード）
- くまき絵里

### アニメーションスタッフ
- 中澤一登　宮本武蔵－双剣に馳せる夢－　キャラクターデザイン、サムライチャンプルー　キャラクターデザイン
- 馬越嘉彦　キャシャーンSins　キャラクターデザイン、おジャ魔女どれみ　キャラクターデザイン・作画監督
- カサヰケンイチ　ハチミツとクローバー　監督、　MAJOR　監督
- 木﨑文智　バジリスク〜甲賀忍法帖〜　監督、　アフロサムライ　監督
- 古賀誠　ぱにょぱにょデ・ジ・キャラット　キャラクターデザイン・総作画監督
- 稲垣隆行　ロザリオとバンパイア　監督、こはるびより　監督、ロミオ×ジュリエット　絵コンテ、Devil May Cry　演出・絵コンテ
- 鈴木信吾　しゅごキャラ！　作画監督、K　監督・キャラクターデザイン・作画監督
- 新田靖成　我が家のお稲荷さま　キャラクターデザイン
- 赤井俊文  ながされて藍蘭島　作画監督、かんなぎ　作画監督、ソ・ラ・ノ・ヲ・ト　キャラクターデザイン・総作画監督・作画監督
- 矢野茜　ネトゲの嫁は女の子じゃないと思った?　キャラクターデザイン・総作画監督、りゅうおうのおしごと!　キャラクターデザイン・総作画監督

### その他
- 柳家小傳次（落語家）

## Webラジオ
- 東アニWebラジオ - 2018年4月より、東京アニメーター学院専門学校のYouTubeチャンネルにて不定期に配信[6]。実際に活躍している声優が生徒に向けて自身が感じたこと、体験したことを語る。
  1. 「長野佑紀じゃけん」（2018年4月14日）
  2. 「河野ひよりのちょっと聴いてくりょー」（2018年6月7日）
  3. 「佐藤未侑のミュートじゃないよ!みゆとラジオ〜!」（2018年6月12日）
- 東アニWebラジオ Case by Case - 2018年5月から不定期に配信されている在校生が入学して感じたことを語るWebラジオ。

## 書籍
学院監修のデッサン本なども多数発売されている。
- 描き込み式 漫画デッサン練習帳 
  - [基本編]
  - [からだ編]
  - [学園編]